# Zehntneria mystica
Zehntneria mystica is een wandelende tak uit de familie Bacillidae. De wetenschappelijke naam van deze soort is voor het eerst voorgesteld door Karl Brunner-von Wattenwyl in een publicatie uit 1907.
De soort komt voor in Zuid-Afrika.